# Miguel Ángel García Pérez-Roldán
Miguel Ángel García Pérez-Roldán, detto Corona (Talavera de la Reina, 12 febbraio 1981), è un ex calciatore spagnolo, di ruolo centrocampista.

## Palmarès

### Club

#### Competizioni nazionali
- Coppa di Spagna: 1

Real Saragozza: 2003-2004